# Spaanse parlementsverkiezingen 2011
De Spaanse parlementsverkiezingen 2011 werden gehouden op 20 november, een paar maanden voor de tweede ambtstermijn van zittend premier José Luis Rodríguez Zapatero normaal gesproken zou aflopen. Bij deze verkiezingen werd er voor de gehele Cortes Generales gestemd, dat wil zeggen zowel voor het Congres van Afgevaardigden als voor de Senaat. De organisatie en het verloop van parlementsverkiezingen in Spanje is geregeld in de grondwet van dat land. 
Zapatero zelf was niet herkiesbaar. Na deze verkiezingen begon de Xe legislatuur sinds de herinvoering van de democratie in Spanje. De verkiezingen voor het Congres werden gewonnen door de conservatieve Partido Popular (PP) met bijna 45% van de stemmen, goed voor 186 zetels, terwijl de sociaaldemocratische PSOE van premier Zapatero met bijna 29% van de stemmen zakte van 169 naar 110 zetels. In de Senaat behaalde de PP 136 zetels (35 meer dan in 2008) en de PSOE 48 (40 minder). Op 19 december kwam het parlement voor het eerst in de nieuwe samenstelling  samen. Toen werden ook de parlementaire groepen gepresenteerd. 

## Aanloop tot de verkiezingen
Tijdens zijn tweede ambtstermijn kreeg de zittende premier José Luis Rodríguez Zapatero te maken met de verschillende opeenvolgende economische crises (eerst de kredietcrisis, daarna de staatsschuldencrisis). Deze crises bepaalden grotendeels het door hem gevoerde beleid en noodzaakten hem tot het nemen van zeer onpopulaire maatregelen en bezuinigingen. De economische crisis en andere thema's die daaruit voortvloeiden (zoals de hoge werkloosheid) vormden het middelpunt van de verkiezingscampagnes.
Voor het eerst vormde het terrorisme geen centraal thema tijdens de verkiezingen, omdat de ETA een maand voor de verkiezingen had aangekondigd een eind te maken aan alle gewapende acties.
Normaal gesproken hadden de verkiezingen pas in maart 2012 georganiseerd hoeven te worden, maar Zapatero besloot op 29 juli de datum van de verkiezingen naar voren te halen en ze op 20 november te laten plaatsvinden, voornamelijk omdat door de economische situatie van het land de verkiezingen en de politieke stilstand die daaruit voortkomt beter zo snel mogelijk achter de rug konden zijn.

## Partijen, kandidaten en programma's
In Spanje wordt er gestemd op gesloten lijsten. Dit betekent dat kiezers geen voorkeurstem kunnen uitbrengen op een persoon op een lijst van een partij, maar enkel voor een partij op zich kunnen stemmen. Desalniettemin wijzen alle partijen een aanvoerder aan, die het gezicht van de partij is en het premierschap op zich zal nemen mocht de partij als grootste uit de verkiezingen komen. Gewoontegetrouw is dit de bovenste kandidaat op de kieslijst in het kiesdistrict Madrid. Ook de kleinere partijen die geen kans maken de grootste te worden, doen dit.

### PSOE (Socialistische Arbeiderspartij)
Aanvoerder van de sociaaldemocratische PSOE van huidig premier Zapatero was Alfredo Pérez Rubalcaba. Hij had zitting in de verschillende kabinetten van Zapatero, maar legde de dag voordat het partijcongres hem als aanvoerder benoemde zijn functies neer. In Catalonië was de lijst van de PSOE gecombineerd met die van de PSC, de Catalaanse sociaaldemocratische partij. Aanvoerster van deze lijstcombinatie was Carme Chacón.
Rubalcaba probeerde zich te onderscheiden met een uitgesproken links programma, dat zou moeten breken met het harde economische beleid van Zapatero. Zo had hij voorgesteld banken te laten meebetalen aan het scheppen van werkgelegenheid of de lonen van topambtenaren in te perken, dit laatste ook om de corruptie te bestrijden. Andere voorstellen om de werkloosheid te bestrijden, waren het ontwikkelen van een goed deeltijdcontract, en een 'leercontract', zodat jongeren met een werkloosheidsuitkering door kunnen gaan met studeren. Verder was hij erop tegen de burger te laten meebetalen aan de gezondheidszorg en wilde hij meer onderwijzers aanstellen. Ook wilde hij een transparanter bestuur, een vraag die steeds luider onder de Spanjaarden klonk. Zo wilde hij het kiessysteem hervormen naar Duits model om meer evenredige vertegenwoordiging te garanderen.
Al vanaf het begin van de campagne ging men er bij de PSOE openlijk van uit dat de conservatieve PP de grote winnaar van de verkiezingen zou worden. Rubalcaba's argumenten waren er dan ook voornamelijk op gericht te voorkomen dat de PP de absolute meerderheid zou behalen. De opiniepeilingen gaven aan dat de PSOE op Catalonië na zelfs de gebieden zou verliezen die traditioneel al sinds de invoering van de democratie in 1978 onder haar bewind vielen, zoals Andalusië en Extremadura.

### PP (Volkspartij, conservatief)
De conservatieve Partido Popular ('volkspartij', kortweg PP) wordt al sinds het verliezen van de verkiezingen van 2004 en het einde van de regeerperiode van José María Aznar geleid door Mariano Rajoy. Hij was ook bij deze verkiezing de aanvoerder van de lijst. Door het onpopulaire beleid van Zapatero was zijn partij favoriet om na de verkiezingen als grootste uit de bus te komen, en Rajoy was daarom favoriet voor het premierschap.
Voorstellen van Rajoy om de economie te verbeteren waren om te beginnen het verlagen van de belastingen, zoals die voor het midden- en kleinbedrijf of in sommige gevallen de btw. Hij wilde de werkgelegenheid stimuleren door een voor iedereen geldend flexibel arbeidscontract in te voeren. Daarnaast wilde hij in de publieke sector een plan de austeridad, een soberheidsplan, doorvoeren, maar hij trad verder niet in detail over wat dat plan precies omvatte.
Verder wilde Rajoy de verregaande abortuswet, onder Zapatero ingevoerd, strenger maken, zodat bijvoorbeeld meisjes van 16 en 17 jaar niet langer zonder toestemming van hun ouders een abortus zouden kunnen laten uitvoeren. Het was voorafgaand aan de verkiezingen onduidelijk wat zijn plannen waren ten aanzien van het homohuwelijk als dat eenmaal wordt goedgekeurd door het constitutioneel hof (daar heeft de PP een zaak aangespannen tegen dat huwelijk).
Om het linkse electoraat niet tegen zich in het harnas te jagen, hield Rajoy zich op de vlakte wanneer het aankwam op de bezuinigingen die hij wilde doorvoeren. Tijdens de campagne richtte hij zijn pijlen vooral op beslissingen van de regeringen van Zapatero, die in zijn ogen schadelijk waren geweest voor de economie en de werkgelegenheid. Wel had hij gesteld geld te willen besparen door privatiseringen, bijvoorbeeld in de gezondheidszorg of van de AENA.

### IU (Verenigd Links)
Naast de PSOE is Verenigd Links (IU) de belangrijkste linkse partij op nationaal niveau. Op 12 juli 2011 werd Cayo Lara aangewezen als leider van de partij voor de verkiezingen. Omdat de kiezers van de PSOE zowel naar rechts (PP) als naar links (IU) wegliepen, maakte de partij zich op voor een historische zetelwinst. In 6 autonome gemeenschappen kwam IU uit in een lijstcombinatie met andere linkse partijen, met name lokale groene partijen.

### UPyD
Unión Progreso y Democracia (UPyD, 'Vooruitgang en Democratie Unie') was ten tijde van deze verkiezingen een relatief jonge partij, aangevoerd door Rosa Díez. Zij hoopten een eigen parlementaire groep te krijgen (daar zijn ten minste vijf zetels voor nodig) om zo druk op de winnende partij te kunnen uitoefenen. De partij kwam uit met een programma dat stond voor een hervorming en een democratisering van het kiesselsel.

### Nationalistische partijen
- Convergència i Unió (CiU) was tot deze verkiezingen de grootste partij in de regio Catalonië. De partij is een federatie van een lokale christendemocratische en een Catalaans-nationalistische beweging. Sinds de regionale verkiezingen op 22 mei 2011 was het bestuur van de regio Catalonië en een groot aantal provincies en gemeenten in deze regio in handen van CiU, waaronder die van de hoofdstad Barcelona. In de landelijke verkiezingen voerde Josep Antoni Duran i Lleida de lijsten namens CiU aan. Hij raakte tijdens de campagne in opspraak, onder meer door de opmerking dat homoseksualiteit door middel van psychotherapie te verhelpen zou zijn.
- ERC (republikeins links) is een andere Catalaanse partij.
- Partido Nacional Vasco (PNV, de 'Baskische Nationale Partij') deed in het Baskenland en in een gecombineerde lijst ook in Navarra mee.
- Bloque Nacionalista Galego (BNG, Galisisch Nationalistisch Blok) is een Galicische partij.
- Canarische Coalitie (CC), is een nationalistische partij van de Canarische Eilanden.

## Electorale kalender
- Op 27 september werden de Cortes Generales ontbonden.
- De verkiezingscampagne, die in Spanje officieel 15 dagen duurt, begon op 5 november.
- Op 7 november werd er een rechtstreeks debat tussen Mariano Rajoy en Alfredo Perez Rubalcaba georganiseerd dat werd uitgezonden op een twintigtal Spaanse zenders (nationaal, regionaal en lokaal) en ook op een Portugese en Italiaanse zender.
- Op de dag voor de verkiezingen (in dit geval dus 19 november) was de zogenaamde Día de Reflexión, de 'bezinningsdag', wat neerkomt op een verplichte campagnestop.
- Op 20 november vonden de verkiezingen zelf plaats.
- De nieuwe Cortes werden op 13 december geïnaugureerd, waarmee legislatuur X officieel begonnen was.
- Op 20 december werd Mariano Rajoy door het parlement verkozen tot premier. Op 21 december presenteerde hij zijn ministerraad.

## Opiniepeilingen

### Opiniepeiling van het CIS
Hieronder volgt een overzicht vanaf ruim een jaar vóór de verkiezingen van de opiniepeilingen die het Spaans Centrum voor Sociologisch Onderzoek sinds de voorgaande verkiezingen in 2008 elk kwartaal liet uitvoeren.
| Datum peiling | PSOE  | PP    | IU   | CiU  | ERC  | PNV  | BNG  | CC   | EA | NaBai | UPyD | Overig | Blanco |
| ------------- | ----- | ----- | ---- | ---- | ---- | ---- | ---- | ---- | -- | ----- | ---- | ------ | ------ |
| Oktober 2010  | 34,3% | 42,2% | 6,2% | 3,5% | 0,8% | 1,2% | 0,8% | 0,7% | —  | —     | 4,1% | 3,2%   | 1,1%   |
| Januari 2011  | 34,0% | 44,1% | 5,7% | 3,9% | 0,8% | 1,2% | 0,9% | 0,5% | —  | —     | 2,9% | 3,5%   | 2,5%   |
| April 2011    | 33,4% | 43,8% | 5,2% | 3,5% | 1,3% | 1,3% | 0,9% | 0,5% | —  | 0,4%  | 3,5% | 3,8%   | 2,2%   |
| Juli 2011     | 36,0% | 43,1% | 5,1% | 3,1% | 1,1% | 1,0% | 0,5% | 0,5% | —  | 0,2%  | 3,0% | 4,4%   | 2,1%   |

## Verloop van de campagne
Al vanaf het begin van de campagne gingen alle partijen er openlijk van uit dat de PP de verkiezingen zou gaan winnen. De vraag was eerder hoe groot hun overwinning zou gaan worden. De andere partijen, met name de PSOE, richtten zich erop te voorkomen dat de PP een absolute meerderheid zou behalen.
De campagne werd volledig overschaduwd door de kredietcrisis. Omdat de Spaanse economie zich in de tot dan toe zwaarste weken tijdens de crisis bevond (de rente op staatsobligaties bereikte recordhoogten), haalde de campagne op geen enkele dag de voorpagina's.
Op 7 januari vond er een verkiezingsdebat plaats tussen Rubalcaba en Rajoy, dat uitgezonden werd op een twintigtal Spaanse zenders (nationaal, regionaal en lokaal) en ook op een Portugese en Italiaanse zender. Rajoy benadrukte vanaf het begin van het televisiedebat dat Spanje niet op dezelfde manier door kon gaan als onder Zapatero, en probeerde Rubalcaba met het onpopulaire beleid van Zapatero te identificeren. Hoewel hij zich op de vlakte hield op de te nemen beslissingen na de verkiezingen, beloofde Rajoy de pensioenen ongemoeid te zullen laten. Rubalcaba stelde nadrukkelijk dat de PP en de PSOE twee verschillende benaderingen hadden die nogal verschillend zouden uitpakken, dit naar aanleiding van de veelgehoorde kritiek dat de verschillen tussen de twee partijen verdwenen zijn en dat het niet uitmaakt wie er aan de macht is. Als een van belangrijkste maatregelen voor het aanpakken van de crisis wilde Rubalcaba de Europese Unie om twee jaar uitstel vragen voor het doorvoeren van de nodige hervormingen en bezuinigingen en het op orde krijgen van de begroting. Die tijd wilde hij gebruiken om te investeren en zo de economie weer op gang te krijgen. Beide kandidaten waren het erover eens dat Spanje zelf over de capaciteit beschikt om de crisis weer te boven te komen en dat hulp vragen dus niet nodig zal zijn.
De verkiezingen en de campagne konden de Spanjaarden, die andere zorgen aan het hoofd hadden, maar matig boeien. Tijdens de campagne evolueerden de opiniepeilingen nauwelijks, ook al gaf ongeveer een derde van de kiezers aan nog niet te weten op wie te zullen gaan stemmen. De laatste peilingen voor de verkiezingen wezen er echter op dat de PP erin zou slagen een absolute meerderheid te verkrijgen, wat betekent dat de strategie van Rubalcaba en de PSOE om dat te voorkomen dus niet had gewerkt.

## Resultaten

Meest gestemde partij per provincie

### Opkomst
De opkomst van 71,7% was 2,9% lager dan bij de vorige verkiezingen in 2008, ondanks de kritieke (economische) situatie waar Spanje in verkeerde ten tijde van de verkiezingen. Dit kan verklaard worden door een afname in interesse voor de politiek, het algemeen verbreide idee dat de politiek weinig kan doen of doet tegen de crisis en dat het niet uitmaakt op welke partij men stemt.

### Uitslag
Zoals van tevoren al verwacht werd, is de Partido Popular als grote overwinnaar van de verkiezingen uit de bus gekomen, en behaalde zelfs een absolute meerderheid. Mariano Rajoy slaagt erin het beste resultaat ooit voor zijn partij te behalen, beter zelfs dan de overwinning van José María Aznar bij de verkiezingen in 2000. Op alle niveaus heeft de PP na deze verkiezingen meer macht dan een partij eerder had tijdens de democratie, sinds 1977: de partij bestuurt op het moment van de verkiezingen in 11 van de 17 autonome gemeenschappen waar in maart 2012 Andalusië nog bij kan komen, en verder de macht heeft in de overgrote meerderheid van provincies en gemeentes. Wel is de winst van de partij in Catalonië kleiner dan verwacht werd, daar lijken de kiezers vooral naar CiU over te zijn gelopen, ondanks de onpopulaire bezuinigingen die die partij onder leiding van Artur Mas aan het doorvoeren is.
De socialisten van de PSOE behalen het slechtste resultaat sinds de verkiezingen in 1977, de eerste na de val van het Franco regime. De vlucht van stemmers van de PSOE heeft behalve naar de PP ook naar links plaatsgevonden: het verlies van de PSOE is groter dan de winst van de PP en dat verschil komt ten goede aan partijen als Verenigd Links en Unión Progreso y Democracia. In slechts twee provincies blijft de PSOE de grootste: Barcelona en Sevilla. In de andere Catalaanse provincies werd CiU de grootste; in twee Baskische provincies nemen Baskische nationalistische formaties die positie in.
De Baskische linkse formatie Amaiur neemt voor het eerst deel en behaalt door het kiesstelsel meteen een beter resultaat dan de Baskische nationalisten van PNV in zetels, hoewel de PNV wel meer stemmen heeft behaalt.
| Partij             | Aantal stemmen | %     | +/- %  | Zetels congres | +/- zetels congres | Zetels senaat | +/- zetels senaat |
| ------------------ | -------------- | ----- | ------ | -------------- | ------------------ | ------------- | ----------------- |
| PP                 | 10.830.693     | 44,62 | +4,68  | 1861           | +32                | 136           | +35               |
| PSOE               | 10.169.173     | 28,73 | -15,14 | 110            | -59                | 48            | -40               |
| IU                 | 1.680.810      | 6,92  | +3,15  | 11             | –9                 |               |                   |
| UPyD               | 4.140.242      | 4,69  | +3,50  | 5              | +4                 |               |                   |
| CiU                | 1.014.263      | 4,17  | +1,14  | 16             | +6                 | 9             | +5                |
| Amaiur             | 333.628        | 1,37  | +1,37  | 7              | +7                 | 3             | +3                |
| PNV                | 323.517        | 1,33  | +0,14  | 5              | –1                 | 4             | +2                |
| ERC                | 255.961        | 1,05  | –0,11  | 3              | -                  |               |                   |
| BNG                | 183.279        | 0,75  | -0,07  | 2              | -                  |               |                   |
| CC                 | 143.550        | 0,59  | –0,6   | 2              | -                  | 1             | -                 |
| Coalició Compromís | 125.150        | 0,51  |        | 1              | +1                 |               |                   |
| Foro Asturias      | 99.173         | 0,40  |        | 1              | +1                 |               |                   |
| Geroa Bai          | 42.411         | 0,17  |        | 1              | +1                 |               |                   |

1 - Een op op de PP-lijsten gekozen lid van UPN gaat later verder als onafhankelijk lid

## Afwikkeling
Na de verkiezingen dienden er fracties gevormd te worden. Doe moeten aan een aantal minimale voorwaarden voldoen. Kleinere partijen werden hierdoor gedwongen met elkaar in een groep te gaan zitten. In de verschillende werkgroepen van het parlement, en tijdens periodes van een minimale vertegenwoordiging (tijdens een reces), wordt elke groep door een afgevaardigde vertegenwoordigd.
Hoewel UPyD 5 zetels had behaald, een van de twee voorwaarden voor een groep, had de partij niet de vereiste 5% van de stemmen over het gehele Spaanse grondgebied. Tijdens de inhuldiging van het congres voegde zich daarom de afgevaardigde van Foro Asturias bij de 5 afgevaardigden van die partij om samen een groep te vormen. Na de inhuldiging splitste deze afgevaardigde zich weer van de groep af om zich bij de 'gemengde' groep te voegen (Grupo Mixto). De linkse Baskische nationalisten van Amaiur hebben gepoogd met afgevaardigden van verschillende politieke kleuren hetzelfde te doen, maar kwamen niet zover, met name door tegenwerking van de speciale commissie die de vorming van groepen leidde en volledig bestond uit leden van de PP die de verkiezingen gewonnen had.
Omdat de PP van Mariano Rajoy een absolute meerderheid had behaald, kon die partij eenvoudig een regering vormen en begon op 13 december, minder dan een maand na de verkiezing, reeds de tiende legislatuur. 
1977 · 1979 · 1982 · 1986 · 1989 · 1993 · 1996 · 2000 · 2004 · 2008 · 2011 · 2015 · 2016 · 2019 (april) · 2019 (november) · 2023